# Accel World
Accel World (яп. アクセル・ワールド Акусэру Ва:рудо) — серия японских лайт-новел, написанных Рэки Кавахарой с иллюстрациями HiMA, на основе которой позже были выпущены две манги и аниме-сериал. Премьерный показ 24-серийного аниме-сериала в Японии состоялся с 6 апреля по 22 сентября 2012 года.

## Сюжет
Действие произведений происходит в 2046 году. Благодаря развитию компьютерных технологий выход в сеть представляет собой погружение человека в виртуальную реальность. При этом зрительные и тактильные образы транслируются напрямую в мозг человека с помощью носимого на шее устройства нейролинкера. На основе этой реальности создан файтинг «Brain Burst». Программное обеспечение игры способно на некоторое время тысячекратно ускорить работу человеческого мозга. Данная функция активируется во время каждого игрового сражения, а также просто по желанию игрока. Однако при каждом ускорении или поражении в игре теряются игровые очки, и если их число упадёт до нуля, игра автоматически удалится навсегда, стерев все связанные с ней воспоминания пользователя. По мере накопления игрового опыта игроки постепенно поднимают свой уровень, получая новые силы и способности. Когда семь игроков, известных как «короли чистого цвета», достигли девятого уровня, они обнаружили, что достигший десятого уровня сможет встретиться с создателем игры, но для этого надо победить пять других обладателей девятого уровня. При этом проигравшие потеряют все свои игровые очки. Шесть королей не решились пойти на такой риск. Лишь Чёрная королева рискнула попытаться достичь десятого уровня, но после победы над Красным королём вынуждена была скрыться.
Сюжет повествует о Харуюки Арите. В реальности он является маленьким и тучным мальчиком с заниженной самооценкой, регулярно подвергающимся издевательствам со стороны одноклассников. Однако в виртуальном мире он является чемпионом школы по сквошу. Его игровые способности привлекают другую героиню — Куроюкихимэ. Она дает Харуюки программу «Brain Burst» и помогает ему разобраться с задирающими мальчика хулиганами. В благодарность Харуюки готов пойти ради неё на всё. А Куроюкихимэ действительно требуется его помощь, ведь она и есть Чёрная королева, желающая достичь 10-го уровня.

## Персонажи
Харуюки Арита (яп. 有田 春雪 Арита Харуюки), или Хару
Главный герой. В кругу близких друзей известен как Хару. Низкорослый, тучный мальчик, имевший заниженную самооценку до тех пор, пока не встретил Куроюкихимэ. В виртуальном мире известен как Silver Crow (с англ. — «», «серебряный ворон»). В реальной жизни очень осторожный и тихий. Но порой, защищая Куроюкихимэ, идёт на безрассудные поступки. Хару видит в ней наставника и возлюбленную, за что заслужил любовь и уважение с её стороны. Как аватар, славится своей огромной скоростью, в боях не использует оружие. Единственный аватар, достигший настоящей способности летать. В школьной сети имеет внешность маленького поросёнка.
Сэйю: Юки Кадзи
Куроюкихимэ (яп. 黒雪姫, букв. «Принцесса Черноснежка»)
Главная героиня. Молодая красивая девушка с длинными чёрными волосами. Вице-президент школьного совета. В «Ускоренном Мире» известна как Black Lotus (с англ. — «чёрный лотос»). В «Ускоренном мире» она Чёрный Король, один из семи игроков, достигших девятого уровня. Когда прочие короли решили заключить мир, Куроюкихимэ предала их и попыталась уничтожить. Убив красного короля, была остановлена другими и вынуждена отступить. Теперь вынуждена скрываться от них. В ускоренном мире убрала своего аватара, так как, по её мнению, он уродлив. Ценит Хару за то, что тот уважает её и готов на любые поступки ради неё. До госпитализации признаётся ему в любви. Очень ревнива. Сообщает Харуюки своё настоящее имя, но автор не называет его. В последней серии аниме старая подруга Фуко произносит первый слог имени — Са. В ранобэ она зовёт её Саттян.
Сэйю: Сатика Мисава
Тиюри Курасима (яп. 倉嶋 千百合 Курасима Тиюри)
Подруга детства Хару и Таку. Несмотря на то, что встречается с Такуму, больше заботится о Хару. В «Ускоренном Мире» известна как Lime Bell (с англ. — «лаймовый колокол»). Когда Таку поделился с ней о тайной программе, ускоряющей мозговые волны, та потребовала её для себя. Её персонаж — маг времени с хорошей защитой, преимущественно используется в качестве целителя, лимонно-зелёный цвет. После того, как Тиюри узнала, что Таку установил в её нейролинке вирус, обиделась на него и Хару, но вскоре простила.
Хотя её «способность к лечению» оказалась на самом деле «способностью к возврату времени», её вполне можно было использовать для псевдолечения — восстановления хит-пойнтов. Проблема была лишь в том, что когда аватар постоянно лечат, повреждают и снова лечат, то, если отмотать назад слишком много времени, он может вернуться к предыдущему повреждённому состоянию; но эту проблему помогает решить интуиция того, кто применяет спецприём.
Сэйю: Аки Тоёсаки
Такуму Маюдзуми (яп. 黛 拓武 Маюдзуми Такуму)
Друг детства Хару и Тиюри. Влюблён в Тиюри. В «Ускоренном Мире» известен как Cyan Pile (с англ. — «циановое копьё»). Получил программу по ускорению мозговых волн и благодаря этому имеет усиленные и повышенные рефлексы. Он использует это преимущество в турнирах кендо в реальной жизни. После госпитализации Куроюкихимэ пытался её убить. Харуюки победил его, после чего уговорил Таку присоединиться к ним. Ранее состоял в Синем Легионе. Его аватар не имеет особенных способностей, но сила и броня выше среднего.
Сэйю: Синтаро Асанума

## Ранобэ
Изначально произведение Accel World являлось серией ранобэ, написанных Рэки Кавахарой и проиллюстрированных художницей HiMA. Первый в серии роман получил гран-при на 15-м конкурсе Dengeki Novel Prize издательства ASCII Media Works в 2008 году. Первая лайт-новел была опубликована издательством ASCII Media Works 10 февраля 2009. По состоянию на 2025 год выпущено 28 томов.
Также произведение имеет пять побочных историй. Которые дополняют основной сюжет некоторыми дополнительными событиями.

### Опубликованные тома лайт-новелл
| Русское название                                     | Японское название                   | Дата публикации  | ISBN                   |
| ---------------------------------------------------- | ----------------------------------- | ---------------- | ---------------------- |
| Ускоренный Мир 1: Возвращение Черноснежки            | アクセル・ワールド1 -黒雪姫の帰還   | 10 февраля 2009  | ISBN 978-4-04-867517-8 |
| Ускоренный Мир 2: Принцесса багрового урагана        | アクセル・ワールド2 -紅の暴風姫     | 10 июня 2009     | ISBN 978-4-04-867843-8 |
| Ускоренный Мир 3: Сумеречный вор                     | アクセル・ワールド3 -夕闇の略奪者   | 10 ноября 2009   | ISBN 978-4-04-868070-7 |
| Ускоренный Мир 4: Вверх, к синему небу               | アクセル・ワールド4 -蒼空への飛翔   | 10 февраля 2010  | ISBN 978-4-04-868327-2 |
| Ускоренный Мир 5: Парящий мост в звездном свете      | アクセル・ワールド5 -星影の浮き橋   | 10 июня 2010     | ISBN 978-4-04-868593-1 |
| Ускоренный Мир 6: Жрица Очищающего Огня              | アクセル・ワールド6 -浄火の神子     | 10 ноября 2010   | ISBN 978-4-04-868969-4 |
| Ускоренный Мир 7: Броня Бедствия                     | アクセル・ワールド7 -災禍の鎧       | 10 февраля 2011  | ISBN 978-4-04-870276-8 |
| Ускоренный Мир 8: Двойная Звезда Судьбы              | アクセル・ワールド8 -運命の連星     | 10 июня 2011     | ISBN 978-4-04-870550-9 |
| Ускоренный Мир 9: Семитысячелетняя молитва           | アクセル・ワールド9 -七千年の祈り   | 10 ноября 2011   | ISBN 978-4-04-870954-5 |
| Ускоренный Мир 10: Элементы                          | アクセル・ワールド10 -Elements      | 10 декабря 2011  | ISBN 978-4-04-886241-7 |
| Ускоренный Мир 11: Непробиваемый Волк                | アクセル・ワールド11 -超硬の狼      | 10 апреля 2012   | ISBN 978-4-04-886521-0 |
| Ускоренный Мир 12: Красный Герб                      | アクセル・ワールド12 -赤の紋章      | 10 августа 2012  | ISBN 978-4-04-886795-5 |
| Ускоренный Мир 13: Пылающий огонь у водной глади     | アクセル・ワールド13 -水際の号火    | 10 февраля 2013  | ISBN 978-4-04-891330-0 |
| Ускоренный Мир 14: Архангел неистового света         | アクセル・ワールド14 激光の大天使   | 7 июня 2013      | ISBN 978-4-04-891608-0 |
| Ускоренный Мир 15: Конец и начало                    | アクセル・ワールド15 終わりと始まり | 10 октября 2013  | ISBN 978-4-04-866005-1 |
| Ускоренный Мир 16: Дрёма Белоснежки                  | アクセル・ワールド16 白雪姫の微睡   | 8 февраля 2014   | ISBN 978-4-04-866320-5 |
| Ускоренный Мир 17: Звездная колыбель                 | アクセル・ワールド17 星の揺りかご   | 10 октября 2014  | ISBN 978-4-04-866936-8 |
| Ускоренный Мир 18: Черный мечник с двумя клинками    | アクセル・ワールド18 黒の双剣士     | 10 июня 2015     | ISBN 978-4-04-865189-9 |
| Ускоренный Мир 19: Сила притяжения темной туманности | アクセル・ワールド19 暗黒星雲の引力 | 10 октября 2015  | ISBN 978-4-04-865438-8 |
| Ускоренный Мир 20: Противостояние белых и черных     | アクセル・ワールド20 -白と黒の相剋  | 10 июня 2016     | ISBN 978-4-04-892115-2 |
| Ускоренный Мир 21: Снежная Фея                       | アクセル・ワールド21 -雪の妖精      | 10 декабря 2016  | ISBN 978-4-04-892390-3 |
| Ускоренный Мир 22: Бог испепеляющего солнца          | アクセル・ワールド22 -絶焔の太陽神  | 10 ноября 2017   | ISBN 978-4-04-893465-7 |
| Ускоренный Мир 23: Признание Черноснежки             | アクセル・ワールド23 -黒雪姫の告白  | 7 сентября 2018  | ISBN 978-4-04-893917-1 |
| Ускоренный мир 24: Васильковый гуру меча             | アクセル・ワールド24 -青華の剣仙    | 10 августа 2019  | ISBN 978-4-04-912676-1 |
| Ускоренный мир 25: Титан конца света                 | アクセル・ワールド25 -終焉の巨神    | 10 сентября 2020 | ISBN 978-4-04-913440-7 |
| Ускоренный мир 26: Завоеватель расколотых небес      | アクセル・ワールド26 -裂天の征服者  | 10 марта 2022    | ISBN 978-4-04-914133-7 |
| Ускоренный мир 27: Четвёртое ускорение               | アクセル・ワールド27 -第四の加速    | 8 марта 2024     | ISBN 978-4-04-915389-7 |

## Манга
Манга-адаптация, созданная Хироюки Аидамо, начала выпускаться в мае 2010 в журнале Dengeki Bunko Magazine. Одновременно начала печататься и вторая адаптация романа в виде ёнкомы, нарисованная Рюрю Акари. Два тома первой манги и том второй вышли 27 июля 2011 года.

## Аниме
Первая серия аниме была показана 6 апреля, последняя — 22 сентября 2012. Песня «Chase the world», звучащая во время вступительного ролика сериала, исполнена May’n, а используемая в конце «unfinished» — Котоко и fripSide.

## Игры
На основе произведения выпустили две видеоигры-симулятора на PS3 и PSP. Первая игра Accel World: Awakening of the Silver Wings (яп. アクセル・ワールド ─銀翼の覚醒─ Акусэру Ва:рудо Гинъёку но какусэй, «Ускоренный мир: Пробуждение среброкрылого»), была выпущена в Японии 13 сентября 2012 года. Вторая, Accel World: The Peak of Acceleration (яп. アクセル・ワールド ─加速の頂点─ Акусэру Ва:рудо Касоку но тё:тэн, «Ускоренный мир: Апогей ускорения»), была выпущена в Японии 31 января 2013 года. В ограниченные издания этих игр включены OVA серии (Blu-ray версии для PS3 и DVD версии для PSP соответственно).

## Комментарии
1. ↑  Имя сказочного персонажа Белоснежки по-японски записывается как Сираюкихимэ, «Принцесса Белоснежка», поэтому слово «принцесса» в переводе этого прозвища обычно опускается.